# Bronco Apache
Pour les articles homonymes, voir Apache.
Pour plus de détails, voir Fiche technique et Distribution.
Bronco Apache (Apache) est un film américain de Robert Aldrich sorti en 1954.

## Synopsis
Refusant la reddition de Geronimo et des Apaches, Massai veut continuer la guerre contre les Blancs par les armes. À moins que sa femme enceinte et l'exemple de Cherokees vivant en paix avec les Blancs le fassent changer d'avis ?

## Fiche technique
- Titre original : Apache
- Titre français : Bronco Apache
- Réalisation : Robert Aldrich
- Scénario : James R. Webb d'après le roman Broncho Apache publié en 1936 par Paul Wellman (1895-1966).
- Direction artistique : Nicolai Remisoff
- Décors : Joseph Kish
- Costumes : Norma Koch
- Photographie : Ernest Laszlo et Stanley Cortez (non crédité)
- Son : Jack Solomon
- Effets spéciaux : Lee Zavitz
- Montage : Alan Crosland Jr.
- Musique : David Raksin
- Production : Harold Hecht et Burt Lancaster (non crédité)
- Sociétés de production : Norma Productions, Hecht-Lancaster Productions
- Société de distribution : United Artists
- Pays d’origine :  États-Unis
- Langue originale : anglais
- Format : couleur (Technicolor) — 35 mm — 1,75:1 — son Mono (Western Electric Recording)
- Genre : Western
- Durée : 83 minutes
- Dates de sortie :
  - États-Unis : Première à Chicago fin juin 1954
  - France : 22 décembre 1954

## Distribution
- Burt Lancaster (V.F. : Claude Bertrand) : Massai
- Jean Peters (V.F. : Jacqueline Ferrière) : Nalinle
- John McIntire (V.F. : Pierre Morin) : Al Sieber
- Charles Bronson (V.F. : Jean Violette) : Hondo (sous le nom de Charles Buchinsky)
- John Dehner: Weddle
- Paul Guilfoyle (V.F. : Georges Chamarat) : Santos
- Ian MacDonald : Clagg
- Walter Sande : Lieutenant-Colonel Beck
- Morris Ankrum (V.F. : Jean Mauclair) : Dawson
- Monte Blue : Geronimo

Acteurs non crédités :
- Paul E. Burns : un commerçant
- John George : un cireur de chaussures
- Rory Mallinson : un villageois remarquant les menottes
- Philip Van Zandt : un contrôleur

## Autour du film
- La fin initialement prévue par Aldrich était bien plus pessimiste, Hondo (Charles Bronson) devant tuer son frère Massai lors de la traque finale. Les Artistes Associés, effrayés par la noirceur de cette conclusion, imposèrent la leur malgré le mécontentement de Burt Lancaster, toujours derrière son réalisateur.